# Lucas Gil
Lucas Barbosa Gil é um nutricionista e modelo brasileiro nascido em 15 de maio de 1984 em Votuporanga, interior de São Paulo, célebre por ter conquistado o título de Mister Brasil 2007.
Na final do Mister Brasil 2007, Gil representou o estado do Pará e conseguiu derrotar outros 21 candidatos. De posse do título nacional, participou do Mister Mundo 2007 em 31 de março de 2007, em Sanya, República Popular da China e conquistou o vice-campeonato. Mais tarde, ele participou do concurso International Man 2007 em 18 de novembro de 2007, realizado em Bali, na Indonésia, e conquistou a terceira colocação.
Mudou-se para Nova York em 2009 e concentrou sua carreira como modelo de passarela. Realizou ensaios fotográficos para a “Vogue Brasileira” via Boss Models e foi capa das revistas Runners e Men's Health. Ao longo da carreira também participou de campanhas para a Calvin Klein, Adidas, Lupo, Colgate, Pepsi, Rounderbum, Estivanelli e Raphael Steffens.
É cofundador do Mahamudra Brasil, junto com Jonas Sulzbach e César Curti.